# 런던지하전기철도

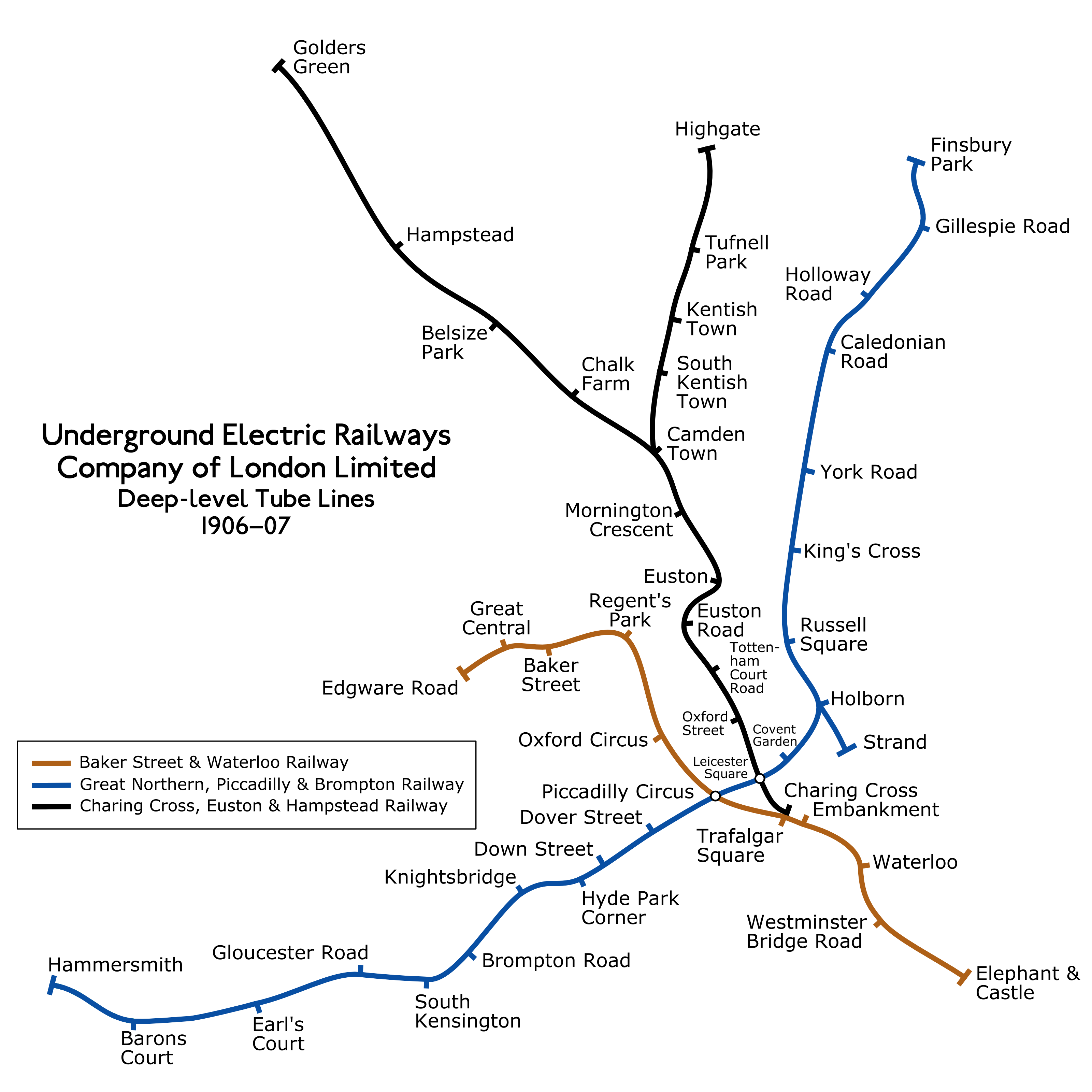
1907년 UERL의 3개 심층 튜브 라인에 대한 지리적 지도

런던지하전기철도(Underground Electric Railways Company of London Limited, UERL)는 1902년에 설립되었으며 운영상의 대부분은 언더그라운드(Underground)로 알려져 있다. 이는 개통된 3개의 심층 "튜브형" 지하철 노선의 지주 회사였다. 1906년과 1907년 동안 런던: 베이커 스트리트 및 워털루 철도, 채링 크로스, 유스턴 및 햄스테드 철도, 그레이트 노던, 피카딜리 및 브롬톤 철도. 또한 1902년부터 지역 철도(District Railway)의 모회사였으며 1903년에서 1905년 사이에 전기화되었다. UERL은 오늘날 런던 지하철의 전신이다. 세 개의 지하철 노선은 오늘날의 베이컬루선, 노던선 및 피카딜리선의 중앙 구간을 형성한다.
UERL은 개통 후 첫 몇 년 동안 재정적으로 어려움을 겪었고 부채를 재조정하여 1908년 파산을 간신히 피했다. 제1차 세계대전 이전에는 인수를 통한 확장 정책을 따랐고, 이로 인해 회사는 런던과 주변 지역의 대부분의 지하철 노선을 운영하게 되었다. 또한 대규모 버스와 트램을 통제하여 재정적으로 취약한 철도에 보조금을 지급했다. 전쟁 후 철도 확장으로 UERL의 서비스가 교외 지역으로 확장되어 승객 수를 늘릴 수 있었고, 1930년대 초까지 회사의 노선은 런던 카운티를 넘어 미들섹스, 에식스주, 하트퍼드셔주 및 서리주의 목적지까지 서비스를 제공했다.
1920년대에는 규제되지 않은 소규모 버스 운영업체와의 경쟁으로 인해 도로 운송 운영의 수익성이 감소했으며 UERL 이사들은 정부 규제를 모색하게 되었다. 이로 인해 1933년 런던 여객 운송 위원회(London Passenger Transport Board)가 설립되었으며, 이 위원회는 UERL과 런던 지역에서 독립적이고 시에서 운영하는 모든 철도, 버스 및 트램 서비스를 흡수했다.